# Ilaria Milazzo
Ilaria Milazzo (ur. 7 maja 1994 we Canicattì) – włoska koszykarka występująca na pozycji rozgrywającej, obecnie zawodniczka Pszczółki Polski-Cukier AZS-UMCS Lublin.
20 maja 2020 została zawodniczką Pszczółki Polski-Cukier AZS-UMCS Lublin.

## Osiągnięcia
Stan na 20 sierpnia 2020, na podstawie, o ile nie zaznaczono inaczej.

### Drużynowe
Seniorskie
- Uczestniczka rozgrywek Final Four Pucharu Włoch (2015)

Młodzieżowe
- Mistrzyni Włoch U–15 (2008)

### Indywidualne
(* – nagrody przyznane przez portal eurobasket.com)
- Najlepsza zawodniczka krajowa ligi włoskiej A1 (2020)*
- Zaliczona do*:
  - I składu najlepszych zawodniczek krajowych ligi włoskiej (2020)
  - II składu ligi włoskiej (2020)

### Reprezentacja
- Wicemistrzyni Europy U–20 (2013)
- Brązowa medalistka mistrzostw Europy U–20 (2014)
- Uczestniczka mistrzostw Europy U–18 (2012 – 8. miejsce)